# 西爾瓦灣

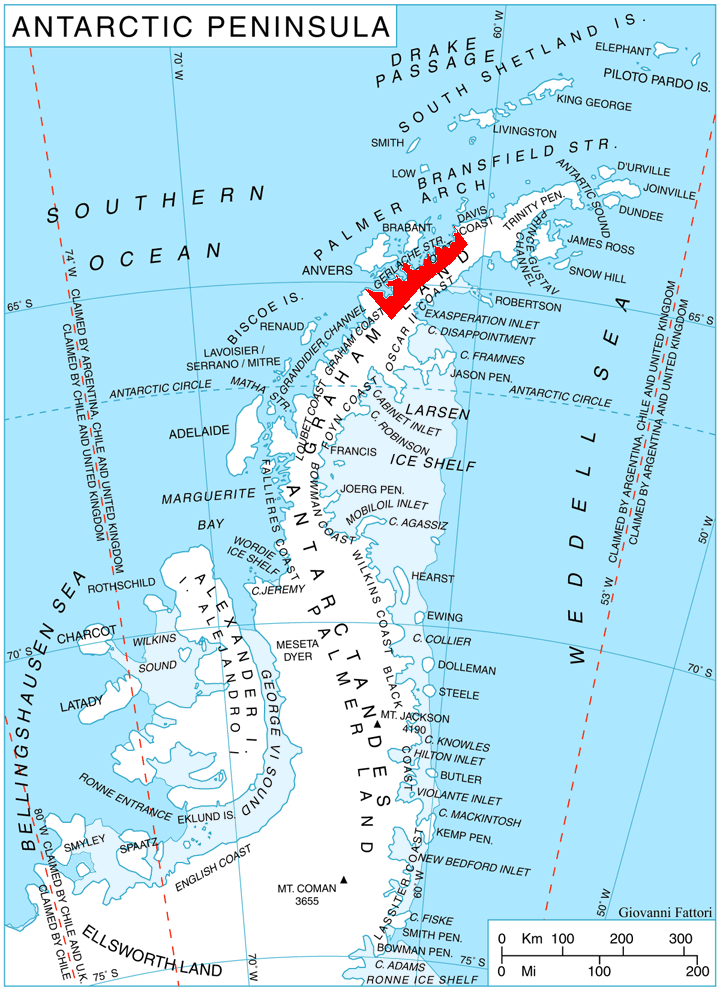

64°9′S 60°53′W / 64.150°S 60.883°W
西爾瓦灣（西班牙語：Caleta Cierva），是南極洲的海灣，位於葛拉漢地的丹科海岸，處於斯特內克角東南面11公里，在1950年由阿根廷政府繪入地圖，現時由南極條約體系管理。

## 外部連結
- SCAR Composite Gazetteer of Antarctica（页面存档备份，存于）.